# 에릭 나이트
에릭 모브레이 나이트(영어: Eric Mowbray Knight, 1897년 4월 10일 - 1943년 1월 15일)는 영국의 소설가로 1940년에 소설 돌아온 래시를 썼다. 그는 죽기 직전인 1942년에 미국 시민권을 취득했다.

## 생애
웨스트요크셔주 멘스턴에서 태어난 나이트는 마리언 힐다와 프리데릭 해리슨 나이트 사이에서 태어난 아들 중 막내였다. 그의 아버지는 부유한 다이아몬드 상인이었는데, 에릭이 2세때 보어 전쟁 기간에 사망했다.